# BBC Sessions (album de The Jimi Hendrix Experience)
Pour les articles homonymes, voir BBC Sessions.
Albums de The Jimi Hendrix Experience
Live at the Oakland Coliseum
(1998) Live at the Fillmore East
(1999)
BBC Sessions est un album live du groupe The Jimi Hendrix Experience paru une première fois en 1988 par le producteur Alan Douglas sous le nom de Radio One, puis en juin 1998 par Experience Hendrix LLC dans une version double album qui rassemble davantage de chansons avec un nouveau mixage.
Il rassemble des enregistrements effectués par le groupe tout au long de l'année 1967 pour le compte de la BBC. Depuis les années 1950, la radio britannique préfère enregistrer les artistes auxquels elle consacre des émissions dans des conditions proche du live plutôt que diffuser les chansons parues en album. Plusieurs des chansons interprétées par l'Experience lors de ces cinq émissions ne figurent pas dans le répertoire officiel du groupe.

## Contenu

### Radio One(1988)
Albums de Jimi Hendrix
Live at Winterland
(1987) Variations on a Theme: Red House
(1989)
Radio One est un album de The Jimi Hendrix Experience sorti en 1988.

#### Liste des titres
Toutes les chansons sont écrites et composées par Jimi Hendrix, sauf mention contraire.
| No  | Titre                        | Auteur                      | Date et lieu d'enregistrement         | Durée |
| --- | ---------------------------- | --------------------------- | ------------------------------------- | ----- |
| 1.  | Stone Free                   |                             | le 13 février à la Broadcasting House | 3:23  |
| 2.  | Radio One Theme              |                             | le 15 décembre au Playhouse Theatre   | 1:27  |
| 3.  | Day Tripper                  | John Lennon, Paul McCartney | le 15 décembre au Playhouse Theatre   | 3:18  |
| 4.  | Killing Floor                | Chester Arthur Burnett      | le 28 mars à la Broadcasting House    | 2:27  |
| 5.  | Love or Confusion            |                             | le 13 février à la Broadcasting House | 2:52  |
| 6.  | Drivin' South                |                             | le 6 octobre au Playhouse Theatre     | 4:49  |
| 7.  | Catfish Blues                | Robert Petway               | le 6 octobre au Playhouse Theatre     | 5:28  |
| 8.  | Wait Until Tomorrow          |                             | le 15 décembre au Playhouse Theatre   | 2:55  |
| 9.  | Hear My Train a Comin'       |                             | le 15 décembre au Playhouse Theatre   | 4:52  |
| 10. | Hound Dog                    | Jerry Leiber, Mike Stoller  | le 6 octobre au Playhouse Theatre     | 2:44  |
| 11. | Fire                         |                             | le 28 mars à la Broadcasting House    | 2:39  |
| 12. | Hoochie Coochie Man          | Willie Dixon                | le 17 octobre au Playhouse Theatre    | 5:30  |
| 13. | Purple Haze                  |                             | le 28 mars à la Broadcasting House    | 3:02  |
| 14. | Spanish Castle Magic         |                             | le 15 décembre au Playhouse Theatre   | 3:06  |
| 15. | Hey Joe                      | Billy Roberts               | le 13 février à la Broadcasting House | 4:01  |
| 16. | Foxy Lady                    |                             | le 13 février à la Broadcasting House | 2:57  |
| 17. | Burning of the Midnight Lamp |                             | le 6 octobre au Playhouse Theatre     | 3:42  |

### BBC Sessions(1998)
Moins d'un an après un South Saturn Delta mitigé, Experience Hendrix LLC publiait en juin 1998 les BBC Sessions consacrées à Jimi Hendrix. Elles regroupent les différents enregistrements de l'Experience effectués pour le compte de la radio et de la télévision anglaise. À l'image de Radio One, qui reprenait l'essentiel de ces séances, les BBC Sessions sont montées comme un album, et ne présentent donc pas les titres chronologiquement. Les interventions des DJ donnent toutefois le sentiment d'assister à une émission.

## Liste des chansons

### Disque 1
Toutes les chansons sont écrites et composées par Jimi Hendrix sauf indication contraire.
| 1.  | Foxy Lady                                          | Saturday Club, 13 février 1967    | 3:00 |
| 2.  | Alexis Korner Introduction (Intelude)              |                                   | 0:28 |
| 3.  | Can You Please Crawl Out Your Window? (Bob Dylan)  | Rhythm and Blues, 17 octobre 1967 | 3:32 |
| 4.  | Rhythm And Blues World Service (Interlude)         |                                   | 0:12 |
| 5.  | (I'm Your) Hoochie Coochie Man (Willie Dixon)      | Rhythm and Blues, 17 octobre 1967 | 5:30 |
| 6.  | Traveling With The Experience (Interlude)          |                                   | 0:22 |
| 7.  | Driving South (Curtis McNear (alias Curtis Knight) | Top Gear, 17 octobre 1967         | 5:31 |
| 8.  | Fire                                               | Saturday Club, 28 mars            | 2:42 |
| 9.  | Little Miss Lover                                  | Top Gear, 6 octobre 1967          | 2:58 |
| 10. | Introducing the Experience (Interlude)             |                                   | 0:51 |
| 11. | Burning of the Midnight Lamp                       | Top Gear, 6 octobre 1967          | 3:43 |
| 12. | Catfish Blues (Robert Petway)                      | Top Gear, 6 octobre 1967          | 5:29 |
| 13. | Stone Free                                         | Saturday Club, 13 février 1967    | 3:26 |
| 14. | Love or Confusion                                  | Saturday Club, 13 février 1967    | 2:54 |
| 15. | Hey Joe (Billy Roberts)                            | Saturday Club, 13 février 1967    | 4:02 |
| 16. | Hound Dog (Jerry Leiber, Mike Stoller)             | Top Gear, 6 octobre 1967          | 2:43 |
| 17. | Driving South (McNear)                             | Top Gear, 6 octobre 1967          | 4:49 |
| 18. | Hear My Train A Comin'                             | Top Gear, 15 décembre 1967        | 5:00 |

### Disque 2
Toutes les chansons sont écrites et composées par Jimi Hendrix sauf indication contraire.
| 1.  | Purple Haze                                                                        | Top of the Pops, 28 mars           | 3:17 |
| 2.  | Killing Floor (Chester Arthur Burnett (alias Howlin' Wolf))                        | Saturday Club, 28 mars             | 2:28 |
| 3.  | Radio One (Interlude)                                                              | Top Gear, 15 décembre 1967         | 1:34 |
| 4.  | Wait Until Tomorrow                                                                | Top Gear, 15 décembre 1967         | 2:55 |
| 5.  | Day Tripper (Lennon/McCartney)                                                     | Top Gear, 15 décembre 1967         | 3:25 |
| 6.  | Spanish Castle Magic                                                               | Top Gear, 15 décembre 1967         | 3:08 |
| 7.  | Jammin'                                                                            | Top Gear, 6 octobre 1967           | 3:24 |
| 8.  | I Was Made to Love Her (Stevie Wonder, Lula Mae Hardaway, Henry Cosby, Sylvia Moy) | Top Gear, 6 octobre 1967           | 3:05 |
| 9.  | Foxy Lady                                                                          | Saturday Club, 13 février 1967     | 2:59 |
| 10. | A Brand New Sound (Interlude)                                                      |                                    | 0:54 |
| 11. | Hey Joe (Billy Roberts; alternate take)                                            | Saturday Club, 13 février 1967     | 2:58 |
| 12. | Manic Depression                                                                   | Late Night Line-Up, 17 avril 1967  | 3:11 |
| 13. | Driving South (McNear; alternate take)                                             | Top Gear, 10 juin 1967             | 3:22 |
| 14. | Hear My Train A Comin' (alternate take)                                            | Top Gear, 15 décembre 1967         | 5:03 |
| 15. | A Happening for Lulu (Interlude)                                                   | Happening for Lulu, 4 janvier 1969 | 0:20 |
| 16. | Voodoo Child (Slight Return)                                                       | Happening for Lulu, 4 janvier 1969 | 4:09 |
| 17. | Lulu Introduction                                                                  | Happening for Lulu, 4 janvier 1969 | 0:23 |
| 18. | Hey Joe (Billy Roberts)                                                            | Happening for Lulu, 4 janvier 1969 | 2:44 |
| 19. | Sunshine of Your Love (Pete Brown, Jack Bruce, Eric Clapton)                       | Happening for Lulu, 4 janvier 1969 | 1:17 |

## Musiciens
- Jimi Hendrix : chant, guitare
- Mitch Mitchell : batterie, chœurs
- Noel Redding : basse, chœurs
- Jimmy Leverton, Trevor Burton : chœurs sur Fire